# Sabuschschja (Lwiw)
Sabuschschja (ukrainisch Забужжя; russisch Забужье Sabuschje, polnisch Łany Niemieckie, deutsch Deutsch-Lany) ist ein Dorf in der westukrainischen Oblast Lwiw mit etwa 1300 Einwohnern.
Am 17. August 2017 wurde das Dorf ein Teil der neugegründeten Stadtgemeinde Kamjanka-Buska (Кам'янка-Бузька міська громада/Kamjanka-Buska miska hromada), bis dahin gehörte es direkt zur Stadtratsgemeinde Kamjanka-Buska.
Am 12. Juni 2020 wurde das Dorf, welches bis dahin im Rajon Kamjanka-Buska lag, ein Teil des neu gegründeten Rajons Lwiw.

## Geschichte
Der Ort wurde im Jahre 1804 von hr. Józef Mier (siehe auch Mierów) auf dem Grund des Dorfes Lany (Лани) (später auf Polnisch Łany Polskie, heute Prybuschany) gegründet. Die Siedler, wie in Jagodna, kamen aus der Umgebung der südmährischen Dörfer Kravsko, Domažlice und Klenči. Die römisch-katholischen Einwohner gehörten der Pfarrei Kamionka an. Bis Ende des 19. Jahrhunderts wurden die Nachgeborenen der Kolonisten polonisiert.
Im Jahre 1900 hatte die Gemeinde Deutsch Łany, Łany Niemieckie 20 Häuser mit 122 Einwohnern, davon alle polnischsprachige, 111 römisch-katholische, 11 griechisch-katholische.
Nach dem Ende des Polnisch-Ukrainischen Kriegs 1919 kam die Gemeinde zu Polen. Im Jahre 1921 hatte sie 20 Häuser mit 126 Einwohnern, davon 125 Polen, 1 Ruthene, 116 römisch-katholische, 10 griechisch-katholische.
Im Zweiten Weltkrieg gehörte der Ort zuerst zur Sowjetunion und ab 1941 zum Generalgouvernement, ab 1945 wieder zur Sowjetunion, heute zur Ukraine.
Nach dem Krieg wurde der Name auf den heutigen geändert.